# Macedonia all'Eurovision Song Contest 2010
L'Ex Repubblica Iugoslava di Macedonia ha confermato la partecipazione all'Eurovision Song Contest 2010 e, per selezionare il brano, ha organizzato lo Skopje Fest, realizzato in due semifinali il 18 e 19 febbraio e la finale del 20 febbraio. È stato vinto da Gjoko Taneski feat. Billy Zver & Pejcin con il brano Jas ja imam silata.

## Skopje Fest
Lo spettacolo è consistito di due semifinali con 14 brani l'una, di cui 8 avrebbero avuto accesso alla finale. Il sistema di votazione e le finestre di televoto sono state identiche a quelle adottate all'Eurovision Song Contest di quell'anno. MRKTV ha annunciato brani ed autori il 30 dicembre 2009, mentre ha annunciato i cantanti il 12 gennaio dell'anno successivo.

### Prima semifinale[3]
| Ord. | Artista                           | Canzone                     | Giuria | Televoto | Totale | Pos. |
| ---- | --------------------------------- | --------------------------- | ------ | -------- | ------ | ---- |
| 1    | Duo Slide                         | "Mrazam"                    | 0      | 5        | 5      | 9    |
| 2    | Suzana Spasovska & Darko Nešovski | "Bog go ima sekoј ključ"    | 12     | 6        | 18     | 2    |
| 3    | Kerber                            | "Čorbadziјa"                | 0      | 0        | 0      | 12   |
| 4    | Treta Dimenzija                   | "Bolest zaraza"             | 3      | 4        | 7      | 7    |
| 5    | Tumbao Salsa Bend                 | "Poludena vo nokta studena" | 6      | 0        | 6      | 8    |
| 6    | Bravo Band                        | "Taa ima se"                | 2      | 10       | 12     | 5    |
| 7    | Vlatko Ilievski                   | "Sreka"                     | 10     | 12       | 22     | 1    |
| 8    | Goran Stojanovski                 | "Najmila"                   | 4      | 1        | 5      | 10   |
| 9    | Aleksandar Belov                  | "Ostani"                    | 7      | 8        | 15     | 3    |
| 10   | Gjoko Taneski                     | "Jas ja imam silata"        | 8      | 7        | 15     | 4    |
| 11   | Daniel Stojmanovski               | "Akcija reakcija"           | 0      | 0        | 0      | 12   |
| 12   | Darko Ilievski                    | "Lagi"                      | 5      | 3        | 8      | 6    |
| 13   | Nataša Malinkova                  | "Sever i jug"               | 1      | 2        | 3      | 11   |
| 14   | Igor Mitrovic                     | "Malecka"                   | 0      | 0        | 0      | 12   |

### Seconda semifinale[4]
| Ord. | Artista              | Canzone              | Giuria | Televoto | Totale | Pos. |
| ---- | -------------------- | -------------------- | ------ | -------- | ------ | ---- |
| 1    | Pampersi             | "Sni"                | 0      | 0        | 0      | 13   |
| 2    | Vodolija             | "Solza"              | 1      | 3        | 4      | 8    |
| 3    | Nade Talevska        | "Srekjen kraj"       | 6      | 8        | 14     | 4    |
| 4    | Teodora Trajkovska   | "Letam"              | 0      | 2        | 2      | 10   |
| 5    | Boyan Aleksovski     | "Beli konji"         | 2      | 0        | 2      | 11   |
| 6    | Dimitar Andonovski   | "Kameno srce"        | 3      | 0        | 3      | 9    |
| 7    | Angela Zdravkova     | "Zaboravaš"          | 4      | 6        | 10     | 7    |
| 8    | Viktorija Apostolova | "Zaboravi na se"     | 8      | 5        | 13     | 5    |
| 9    | Vlatko Lozanoski     | "Letam kon tebe"     | 10     | 10       | 20     | 1    |
| 10   | Jova Radevska        | "Se ushte cekame"    | 0      | 1        | 1      | 12   |
| 11   | Esma's Band          | "Džipsi dens"        | 7      | 12       | 19     | 2    |
| 12   | Maja Vukicevic       | "Fama"               | 12     | 4        | 16     | 3    |
| 13   | Kristijan Jovanov    | "Nikoj na ovoj svet" | 5      | 7        | 12     | 6    |
| 14   | Parketi              | "Ti si kisi fenomen" | 0      | 0        | 0      | 13   |

### Finale
La finale è stata decisa tramite il 50% di voto di giuria ed il 50% di televoto, in Macedonia, Canada, Australia, Germania, Svezia, Svizzera e Turchia. Hanno partecipato come ospiti Julian Pasha (rappresentante albanese di quell'anno), Vukašin Brajić (rappresentante bosniaco di quell'anno) e Karolina Gočeva (rappresentante macedone nel 2002 e 2007).
C'è stato un pareggio fra Gjoko Taneski feat. Billy Zver & Pejcin e Vlatko Ilievski, risolto a favore dei primi in quanto il maggior voto di giuria (che ha avuto la priorità sul televoto) è andato a loro.
| Ord. | Artista                           | Canzone                     | Giuria | Televoto | Totale | Pos. |
| ---- | --------------------------------- | --------------------------- | ------ | -------- | ------ | ---- |
| 1    | Vodolija                          | "Solza"                     | 0      | 0        | 0      | 14   |
| 2    | Treta Dimenzija                   | "Bolest zaraza"             | 2      | 0        | 2      | 11   |
| 3    | Tumbao Salsa Bend                 | "Poludena vo nokta studena" | 1      | 0        | 1      | 12   |
| 4    | Darko Ilievski                    | "Lagi"                      | 0      | 0        | 0      | 14   |
| 5    | Angela Zdravkova                  | "Zaboravaš"                 | 6      | 0        | 6      | 8    |
| 6    | Kristijan Jovanov                 | "Nikoj na ovoj svet"        | 0      | 1        | 1      | 12   |
| 7    | Bravo Band                        | "Taa ima se"                | 5      | 4        | 9      | 6    |
| 8    | Viktorija Apostolova              | "Zaboravi na se"            | 0      | 0        | 0      | 14   |
| 9    | Nade Talevska                     | "Srekjen kraj"              | 4      | 7        | 11     | 5    |
| 10   | Aleksandar Belov                  | "Ostani"                    | 0      | 8        | 8      | 7    |
| 11   | Gjoko Taneski                     | "Jas ja imam silata"        | 12     | 10       | 22     | 1    |
| 12   | Maja Vukicevic                    | "Fama"                      | 8      | 6        | 14     | 3    |
| 13   | Suzana Spasovska & Darko Nešovski | "Bog go ima sekoј ključ"    | 3      | 2        | 5      | 9    |
| 14   | Esma's Band                       | "Džipsi dens"               | 0      | 3        | 3      | 10   |
| 15   | Vlatko Lozanoski                  | "Letam kon tebe"            | 7      | 5        | 12     | 4    |
| 16   | Vlatko Ilievski                   | "Sreka"                     | 10     | 12       | 22     | 2    |

## All'Eurovision Song Contest
La Macedonia ha gareggiato nella prima semifinale, il 25 maggio 2010, esibendosi per 15ª ed arrivando in classifica nella stessa posizione, con 37 punti, non accedendo alla finale. Nella classifica del televoto è arrivata 15ª con 30 punti, mentre nella classifica della giuria è arrivata 10ª con 62 punti.

### Punti ricevuti dalla Macedonia
| 12 punti | Albania                      |
| 10 punti | Bosnia ed Erzegovina         |
| 8 punti  | Serbia                       |
| 4 punti  | Moldavia                     |
| 1 punto  | Islanda, Russia e Slovacchia |

### Punti dati dalla Macedonia

#### Prima semifinale
| 12 punti | Albania              |
| 10 punti | Serbia               |
| 8 punti  | Bosnia ed Erzegovina |
| 7 punti  | Moldavia             |
| 6 punti  | Malta                |
| 5 punti  | Bielorussia          |
| 4 punti  | Belgio               |
| 3 punti  | Grecia               |
| 2 punti  | Portogallo           |
| 1 punto  | Islanda              |

#### Finale
| 12 punti | Albania              |
| 10 punti | Turchia              |
| 8 punti  | Germania             |
| 7 punti  | Serbia               |
| 6 punti  | Bosnia ed Erzegovina |
| 5 punti  | Georgia              |
| 4 punti  | Armenia              |
| 3 punti  | Azerbaigian          |
| 2 punti  | Danimarca            |
| 1 punto  | Francia              |